# Траут, Джек
Джон Фрэ́нсис «Джек» Тра́ут (англ. John Francis «Jack» Trouts, 31 января 1935 — 4 июня 2017 года) — американский маркетолог, основатель и президент консалтинговой фирмы «Trout&Partners» (США, Коннектикут, Олд Гринвич). Является одним из авторов маркетинговых концепций «позиционирования» и маркетинговой войны.
Основанная Траутом фирма «Trout&Partners» со штаб-квартирой в Гринвиче (штат Коннектикут, США) занимается консалтинговой деятельностью в области маркетинга. Она имеет представительства более чем в 30 странах мира, включая Россию, Украину и Белоруссию.

## Биография
Джек Траут родился в 1935 году. Получил экономическое образование.
Карьеру начал в рекламном отделе General Electric, затем стал руководителем рекламного отдела «Uniroyal». Затем стал вице-президентом в маркетинговом агентстве «Ries Capiello Cowell», где и познакомился с Элом Райсом. Проработал 25 лет вместе с Элом Райсом в рекламном агентстве, занимающимся маркетинговыми стратегиями. В их книге «Маркетинговые войны», использовав теорию ведения войны Клаузевица, они приводят аналогию между борьбой корпораций за лидерство и военными действиями. Их взгляды разошлись — Райс стал работать с дочерью, Траут отказывался вмешивать семью в бизнес. Вместе с Райсом Траут проработал более четверти века.
Траут работал также в сфере территориального маркетинга (Испании, Новая Зеландия и Гренада).
Сегодня Джек Траут — известный бизнес-консультант. Его книги перевели на десятки языков. Помимо книг Трауту принадлежит множество статей, он консультирует десятки компаний, его теориям следует множество специалистов.

### Концепция «позиционирования»
3-го февраля 1969 года Джек в корпоративной переписке предлагает владельцам агентства ввести в бизнес-словарь понятие позиционирование и сделать его краеугольным камнем всей своей деятельности. Через некоторое время он публикует в авторитетном американском журнале Industrial Marketing знаменитую статью «Positioning is a game…», которая публично закрепляет за ним статус «отца позиционирования».
«Позиционирование — это операция на сознании потенциальных покупателей. То есть вы позиционируете продукт в умах своих клиентов»
«Стратегией позиционирования может воспользоваться каждый кто хочет выйти в лидеры в игре под названием „жизнь“».
В последующие полвека Джек помогает десяткам крупнейших компаний мира и даже целым государствам и их главам разрабатывать свое позиционирование и управлять им, постепенно все укрупняя идею и двигаясь от маркетинга к бизнес-стратегии.
Это движение сопровождается выпуском двенадцати книг, абсолютных бестселлеров бизнес-литературы, изданных и многократно переизданных в 34 странах мира на 26 языках. Идеи Джека также нашли отражение в работах множества знаменитых «бизнес-гуру» того времени — Майкла Портера, Питера Друкера, Филиппа Котлера — и изучаются студентами ведущих университетов мира.
В 1991 году он открывает собственную компанию Trout & Partners , которую возглавляет вплоть до своего ухода из жизни в 2017 году.
В 2012 году Траут впервые посетил Санкт-Петербург со своей лекцией.
В 2013 году Джек Траут посетил Москву с лекцией «Позиционирование: перезагрузка». Развитие маркетинга в России он оценил на 1,5 по пятибалльной шкале. Траут призвал российское бизнес-сообщество ориентироваться на Китай, где сейчас активно развивается экономика брендинга. А Россия, считает бизнес-стратег, гораздо ближе к Азии, чем к Европе.